# Грачов Гліб Павлович
Гліб Павлович Грачов (нар. 15 травня 1997, Попасна, Луганська область, Україна) — український футболіст, захисник.

## Життєпис
Народився в місті Попасна Луганської області. Вихованець ЛВУФК (Луганськ) та донецького «Металургу».
З 2014 року тренувався з першою командою «металургів», але не зіграв за неї жодного офіційного поєдинку. Натомість виступав за донеччан у молодіжній першості. У 2015 році, після розформування «Металурга», разом з іншими гравцями молодіжного складу перейшов до кам'янської «Сталі», де спочатку також виступав за команду U-21. Дебютував у складі кам'янського клубу 16 липня 2017 року в переможному поєдинку Прем'єр-ліги проти луганської «Зорі».
16 липня 2018 року уклав контракт з одеським «Чорноморцем». 31 січня 2020 року покинув одеський клуб.

## Титули і досягнення
- Чемпіон Таджикистану: 2022
- Володар Кубка Таджикистану: 2022